# Dinoderus japonicus
Dinoderus japonicus là một loài bọ cánh cứng trong họ Bostrichidae. Loài này được Lesne miêu tả khoa học năm 1895. Đây là một loài bọ cánh cứng của Nhật Bản. Nó được tìm thấy ở Úc, châu Âu và Bắc Á(bao gồm Trung Quốc), Bắc Mĩ và Nam Á.